# Pogrom warszawski w 1881
Pogrom warszawski – antyżydowskie zamieszki, które wybuchły w Warszawie w Boże Narodzenie 1881 roku.

## Przebieg wydarzeń

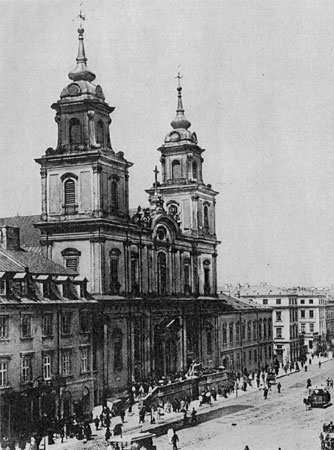
Kościół św. Krzyża, w którym rozpoczęły się wydarzenia prowadzące do pogromu

25 grudnia 1881 roku, podczas trwającej w kościele św. Krzyża mszy świątecznej, usłyszano krzyk „Gore!”. Wystraszeni możliwym pożarem wierni zaczęli uciekać w stronę wyjścia. W zamieszaniu i panice śmiertelnie stratowano 20 osób. Okazało się, że zagrożenie pożarowe było fałszywe. Wśród tłumu pojawiła się pogłoska, że okrzyk, który wzbudził popłoch, wyszedł z ust Żyda kieszonkowca, który przyłapany na kradzieży, chciał odwrócić od siebie uwagę. 
Plotka ta spowodowała gwałtowny wzrost nastrojów antyżydowskich. O trzeciej po południu tłum zaczął rozbijać szyby w żydowskich sklepach, znajdujących się w okolicy kościoła na Krakowskim Przedmieściu, napastowano również przechodniów żydowskiego pochodzenia. Informacja o zamieszkach szybko rozprzestrzeniła się w mieście, około piątej po południu do napastników dołączyli ludzie z innych części Warszawy. Najostrzejszy przebieg miały rozruchy na Pradze. W niektórych częściach miasta Żydzi próbowali organizować oddziały samoobrony, udało się im odeprzeć atak na Nalewkach i Grzybowie (grupy samoobrony nie były tam niepokojone przez miejscową policję, w innych dzielnicach miasta uczestnicy takich grup byli aresztowani). Z kolei na Rybakach w odparciu napastników pomogła Żydom miejscowa ludność katolicka. 
Szpital dla poszkodowanych zorganizowano na ulicy Pańskiej w domu weselnym. Ataki na ludność żydowską trwały do 27 grudnia, kiedy to policja i wojsko uspokoiły sytuację. Za udział w pogromie aresztowano w sumie 2600 osób (m.in. 825 robotników i 46 rzemieślników, kobiety i ludzi starszych). W procesach zapadły wyroki o różnym stopniu surowości, zdarzały się zesłania, najsurowszy wyrok skazywał na rok w twierdzy.

## Skutki pogromu
Wskutek pogromu zmarły 2 osoby, a 24 zostały ranne. Około 10 tysięcy Żydów poniosło znaczące straty materialne, z czego 948 rodzin, głównie ubogich, straciło cały swój majątek. Nastroje antysemickie utrzymywały się jeszcze po zakończeniu pogromu – na murach wypisywano antyżydowskie hasła, wybito szyby w synagodze, a Żydzi obawiali się urządzać wesela i świętować. Atmosfera ta sprawiła, że kilka miesięcy po pogromie ok. 1000 Żydów wyemigrowało do USA.
Inteligencja polska była wstrząśnięta pogromem. Warszawska prasa zgodnie przeciwstawiła się przemocy wobec społeczności żydowskiej i zorganizowała zbiórkę pieniędzy na pomoc ofiarom wydarzeń grudniowych. W ciągu 4 dni uzyskano w ten sposób 114 tysięcy rubli. Helena Modrzejewska wsparła ofiary, poprzez przekazanie na ich rzecz dochodu ze swojego krakowskiego występu, a Jan Bloch ofiarował dla pokrzywdzonych 20 tysięcy rubli. Zrujnowani rzemieślnicy uzyskali pomoc w postaci warsztatów, zorganizowanych dla nich przez przewodniczącego Gminy Żydowskiej Ludwika Natansona. Poparcia władz nie zyskała natomiast propozycja Resursy Obywatelskiej, aby zorganizować specjalną milicję obywatelską, która miałaby zapobiec powtórzeniu się podobnych rozruchów antysemickich, z pomysłu więc zrezygnowano.

## Prasa i pisarze wobec pogromu
Pogrom wywołał pesymistyczne komentarze pozytywistów, którzy angażowali się wcześniej w kwestię integracji społeczności chrześcijańskiej i żydowskiej. 29 grudnia 1881 roku Bolesław Prus w swojej Kronice tygodniowej uznał antysemickie zamieszki za wyraz upadku moralnego, w którym znalazło się społeczeństwo polskie w stanie niewoli narodowej. Z kolei Aleksander Świętochowski upatrywał w zdarzeniach z 25–27 grudnia wyraz zdolności ludzi do najniższych pożądań, a istotę problemu dostrzegał w niemożliwości pokojowego współżycia dwóch różnych kultur. Środkiem zaradczym miała być według niego przymusowa asymilacja Żydów. Pomysł ten został wykpiony przez Prusa w Kronice tygodniowej z 21 lutego 1882 roku. „Tygodnik Ilustrowany” widział przyczyny pogromu w postępującej dezintegracji społeczeństwa, a uczestników zamieszek nazwał „obłąkanymi”. Z kolei „Przegląd Katolicki” uznał pogrom za dzieło „bezbożników”. „Słowo” natomiast potępiało pogrom, ale uznawało Żydów za współwinnych spotykającej ich wrogości. Opieszałość wojska w tłumieniu zamieszek spowodowała również powstanie teorii o tym, że cały pogrom był wynikiem prowokacji (jeszcze przed pogromem pojawiały się ostrzeżenia przed możliwą prowokacją antysemicką, płynące od warszawskiego biskupa i rabinatu).
Pogrom pojawił się również w wielu utworach literackich, m.in. Marii Konopnickiej i Elizy Orzeszkowej, a także w powieści Adolfa Dygasińskiego pt. Nowe tajemnice Warszawy, opisującej mechanizmy, które doprowadziły do tych wydarzeń i społeczne przyczyny antysemityzmu. Pogrom wpłynął również na treść Lalki Bolesława Prusa, w której autor ukazał narastanie nastrojów antysemickich na dwa lata przed pogromem (powieść powstawała już po tym wydarzeniu).